# Wesertunnel
De Wesertunnel is een tunnel onder de Wezer in Nedersaksen, in het noorden van Duitsland. De tunnel ligt ten zuidoosten van het dorpje Esenshamm in de gemeente Nordenham, op het grondgebied ten noorden van Kleinensiel, gemeente Stadland. De in 2004 gebouwde tunnel is onderdeel van  de B 437.  
De tunnel heeft een lengte van ongeveer 1600 meter; het diepste punt ligt liefst ruim 35 meter onder zeeniveau. Deze grote diepte is noodzakelijk, omdat op dit gedeelte van de Wezer zeeschepen met grote diepgang moeten kunnen varen. 

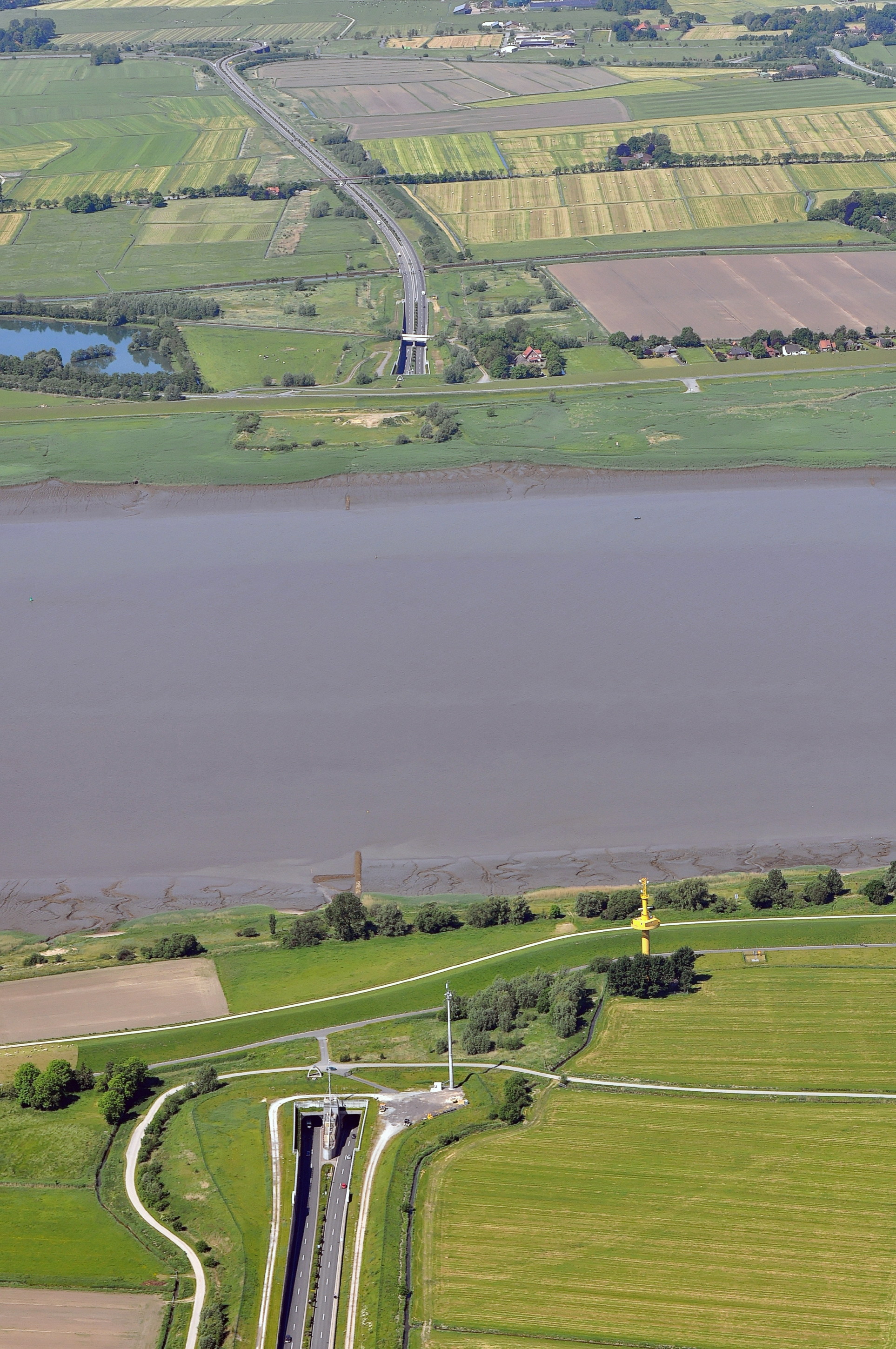
Luchtfoto van de tunnel